# Wieczorowy Uniwersytet Marksizmu-Leninizmu
Wieczorowy Uniwersytet Marksizmu-Leninizmu (WUML) – forma masowego szkolenia aktywistów partyjnych Polskiej Zjednoczonej Partii Robotniczej.

## Historia
Powołana do życia w 1952 r. i skierowana do aparatu szczebla wojewódzkiego (w tym członków Egzekutywy KW).
Funkcjonujące przy Komitetach Wojewódzkich PZPR w ramach kształcenia ideologicznego, WUML-e stanowiły główne ogniwo przygotowania kadr komunistycznych dla potrzeb działalności partyjnej. WUML działał w oparciu o dwuletnie studium, rzadziej kurs roczny. Rok szkolny trwał od października do czerwca. Zajęcia odbywały się raz w tygodniu, po południu, na podstawie semestralnego i rocznego harmonogramu pracy. Przedmioty nauczania określone były wytycznymi Wydziału Ideologicznego KC PZPR. Studia i kursy WUML umiejscowione były przy Komitetach Wojewódzkich, zaś filie przy miejskich i miejsko-gminnych instancjach partyjnych. Kandydaci na studia kierowani byli przez organizacje i instancje partyjne. Postulowano, aby osoby te musiały posiadać wykształcenie co najmniej średnie, choć można było odstąpić od tego warunku w przypadku członka aktywu robotniczego. Wykładowcą WUML mógł być tylko członek partii komunistycznej posiadający minimum stopień magistra, a prowadzenie wykładów i seminariów mogło zostać powierzone tylko osobom, których przygotowanie naukowe lub zawodowe było zgodne z tematyką przedmiotu.
Stosowana w ludowym Wojsku Polskim forma kształcenia obejmująca zagadnienia pedagogiczne, politologiczne, sprawy międzynarodowe, historyczne itp.